# Mel Melmerstein
Mel Mermelstein (ur. 25 września 1926 w Mukaczewie, zm. 28 stycznia 2022 w Long Beach) – węgierski Żyd, były więzień Auschwitz-Birkenau, który wygrał przed sądem w USA proces przeciwko negocjonistycznej organizacji Institute for Historical Review.
W 1944 r. w transporcie Żydów węgierskich został wywieziony do Auschwitz. Jego rodzina została zamordowana, Mermelstein przeżył selekcję i został osadzony w niemieckim obozie koncentracyjnym Auschwitz-Birkenau.
W 1979 r. Institute for Historical Review, kalifornijska organizacja propagująca negacjonizm, ogłosiła 50 000$ nagrody dla każdego, kto udowodni fakt istnienia komór gazowych w Auschwitz i gazowania w nich Żydów. Nagrodę wykorzystywano chętnie jako argument w propagandzie negacjonizmu – np. powoływał się na nią negacjonista David Irving. W 1980 Mel Mermelstein przedstawił organizacji notarialnie poświadczoną dokładną relację z zagazowania w obozie Auschwitz swojej najbliższej rodziny: matki, ojca, brata i dwóch sióstr. Kiedy Institute for Historical Review zignorował jego zeznanie, Mermelstein pozwał IHR do sądu o niewywiązanie się z kontraktu. W 1985 Sąd Najwyższy w Los Angeles przyznał Mermelsteinowi rację, uznając, że dowiódł w sposób wystarczający, iż w komorach gazowych w Auschwitz gazowano Żydów. Sąd nakazał IHR wypłacenie nagrody plus 40 000$ odszkodowania i publicznego przeproszenia Mermelsteina. Był to precedensowy wyrok sądu, w którym po raz pierwszy w USA, stwierdzono, że Holocaust jest faktem tak oczywistym, że nie podlega rozsądnej dyskusji. (It is not reasonably subject to dispute.)
Mermelstein został sportretowany w filmie telewizyjnym Never Forget (1991). Sam opisał proces w autobiografii By Bread Alone.

## Publikacje
- By bread alone, Auschwitz Study Foundation, 1979, ISBN 0-9606534-0-6.